# The Call (film, 2020)
Pour les articles homonymes, voir The Call.
Pour plus de détails, voir Fiche technique et Distribution.
The Call (hangeul : 콜 ; RR : Kol, littéralement « L'Appel ») est un thriller sud-coréen écrit et réalisé par Lee Chung-hyun, sorti en 2020. Il s'agit de l'adaptation libre du film portoricano-britannique The Caller de Matthew Parkhill (2011).

## Synopsis
Longtemps partie, Seo-yeon (Park Shin-hye) rentre chez elle. Elle connecte un vieux téléphone et communique avec une inconnue Yeong-sook (Jeon Jong-seo), une ancienne propriétaire d'une autre époque de vingt ans plus tôt qui vivait dans sa propre maison…

## Fiche technique
Sauf indication contraire ou complémentaire, les informations mentionnées dans cette section peuvent être confirmées par la base de données KMDb.
- Titre original : 콜
- Titre international et français : The Call
- Réalisation et scénario : Lee Chung-hyun
- Musique : Dalparan
- Direction artistique : Bae Jeong-yun
- Photographie : Jo Young-jik
- Montage : Yang Jin-mo
- Production : Jeong Hui-sun
- Société de production : Yong Film
- Société de distribution : Next Entertainment World (Corée du Sud) ; Netflix (Monde)
- Pays d'origine :  Corée du Sud
- Langue originale : coréen
- Format : couleur
- Genre : thriller
- Durée : 112 minutes
- Date de sortie :
  - Monde : 27 novembre 2020 (Netflix)

## Distribution
- Park Shin-hye : Seo-yeon
- Jeon Jong-seo : Yeong-sook
- Kim Sung-ryung : Eun-ae, la maman de Seo-yeon
- Lee El : Ja-ok, la maman de Yeong-sook
- Park Ho-san : le père de Seo-yeon
- Oh Jung-se : Seong-ho
- Lee Dong-hwi : Baek Min-hyeon
- Um Chae-young : Young Seo-yeon

## Production
Le tournage débute le 3 janvier 2019 et s'achève le 2 avril la même année

## Accueil
La sortie du film, prévue le 31 mars 2020, est annulée en raison de la pandémie de Covid-19 en Corée du Sud. Elle est reportée au 27 novembre 2020 sur Netflix.